# Brassaiopsis kwangsiensis
Brassaiopsis kwangsiensis é uma espécie de Brassaiopsis nativa da China.